# Crystal Caves
Crystal Caves (с англ. — «Кристальные пещеры») — компьютерная игра 1991 года, представляющая собой платформер с боковой прокруткой, разработанный и изданный Apogee Software для IBM PC-совместимых компьютеров. Игра разделена на три эпизода: первый распространяется как условно-бесплатная версия, а два других доступны для покупки. Дизайнер Фрэнк Мэддин сказал, что этот метод «работал довольно хорошо для того времени». Crystal Caves был вдохновлен семейной 8-битной игрой «Miner 2049er», вышедшей на Atari в 1982 году. Клон игры Commander Keen.

## Сюжет
Главный герой игры — Майло Стимвиц — неудачливый космический торговец. В каждой игре серии Майло отправляется на планету Альтаир, чтобы собрать из её шахт достаточно кристаллов, чтобы профинансировать свою последнюю схему быстрого обогащения.

### Эпизод 1. Troubles with Twibbles
Troubles with Twibbles (с англ. — «Проблемы с Твибблами») — первый эпизод серии. 
Твиббл — самый популярный новый питомец в Галактике, поэтому Майло надеется добыть достаточно кристаллов, чтобы купить ферму Твибблов. Ему это удаётся, и он покупает её. Однако Твибблы размножаются так быстро, что рынок вскоре перенасыщается, и Майло застревает на планете, наводнённой Твибблами.

### Эпизод 2. Slugging It Out
Slugging It Out (с англ. — «Избавьтесь от этого») — второй эпизод серии.
Продав свою ферму Твибблов с убытком, Майло возвращается на Альтаир. Недавняя война создала спрос на медицинских слизней, поэтому теперь Майло хочет купить ферму по производству слизней. Для этого он снова собирает достаточно кристаллов, и какое-то время бизнес процветает. Однако вскоре слизни пробираются в заброшенную соляную шахту и погибают, лишая Майло его запасов.

### Эпизод 3. Mylo Versus the Supernova
Mylo Versus the Supernova (с англ. — «Майло против сверхновой») — третий и заключительный эпизод серии.
Ночной рекламный ролик вдохновляет Майло бросить сельское хозяйство и попробовать свои силы в сфере недвижимости. Он снова собирает достаточно кристаллов, чтобы купить у Рипа Ювеоффа целую Солнечную систему. Майло планирует превратить систему в курорт: тропический отдых на внутренних планетах, горнолыжные склоны на внешних планетах и роскошные отели посередине. Однако всего через несколько минут после того, как он купил Солнечную систему, звезда становится сверхновой, разрушая систему. Когда Майло смотрит на туманность, где когда-то была Солнечная система, ему в голову приходит идея. Он строит ресторан с видом на туманность. Благодаря захватывающему виду на туманность ресторан становится самой горячей точкой в Галактике, и Майло наконец-то зарабатывает свои миллионы.

## Геймплей
Игра начинается на основном уровне (Main Level), содержащем входы в 16 пещер. Войти можно в любую пещеру на выбор. Чтобы пройти игру, нужно в каждой пещере собрать все кристаллы. При этом также любую пещеру можно покинуть в любой момент, но в этом случае её придётся проходить заново.
Каждая пещера состоит из нескольких простых головоломок, которые нужно решить. Потянув за один из рычагов — а их там три цвета: красный, зелёный и синий — откроется дверь соответствующего цвета. Также есть выключатели (On/Off), которые включают/отключают вертикальные лифты и лазерные пушки. Горизонтальные лифты всегда работают на постоянной основе и их отключить невозможно.
Майло вооружён ракетницей, способной уничтожать многих, но не всех врагов и препятствия в виде стеклянных блоков. Майло начинает игру с пятью ракетами, но по ходу игры может собрать больше. На уровнях есть ракетницы, пополняющие боезапас. Каждая ракетница содержит 5 ракет. 
Также есть особые устройства:
- Знак «P». Плазменная пушка. Вместо обычных ракет, Майло стреляет плазмой. Она способна уничтожать любых врагов одним выстрелом, даже тех, кого невозможно уничтожить обычной ракетницей, например ходячие камни и вагонетки. При этом нельзя забывать что некоторые враги имеют способность стрелять, и если в момент выстрела плазмой враг успеет выстрелить, то плазма уничтожит лишь снаряд врага.
- Знак «G». Смена гравитации. Она позволяет Майло ходить по потолку.
- Stop Signs. Представляет собой дорожный знак «STOP». Он обездвиживает все опасности, через которые невозможно проскочить. Лифты при этом всегда работают.

Все три особых устройства действуют лишь ограниченное время, порядка 10...20 секунд.
Майло начинает каждый уровень с тремя очками жизни. При этом гибнуть можно сколько угодно раз и всегда после этого уровень начинается сначала. Есть особые предметы, вызывающие мгновенную смерть:
- Воздушный генератор. Расположен на каждом уровне. В случае его поражения Майло взрывается, как воздушный шарик.
- Ядовитый гриб зелёного цвета. Имеет характерный ядовито-зелёный цвет с красными пятнами.
- Пылесос. При попадании в его зону действия Майло начинает затягивать, при этом если оказаться к нему слишком быстро, то улизнуть от него не получится.
- Бассейн с кислотой. Встречается только во 2-м и 3-м эпизодах.
- Вихрь. Аналогичен пылесосу, встречается только во 2-м и 3-м эпизодах.

Цель прохождения каждого уровня — сбор кристаллов. Каждый кристалл даёт 50 очков. Для выхода с уровня есть дверь выхода, которая не откроется, если не будет собран последний кристалл. А если после сбора кристаллов игрок не получил ни одного повреждения, то в качестве бонуса полагается 50 000 очков.
Также на уровне есть другие предметы, дающие 800, 1000 и 5000 очков. Собирать их необязательно, но они дают большое количество очков. Также есть яйца. Если просто взять такое яйцо, это даст 1000 очков. А если выстрелить, то оно превратится в букву. Из букв получается слово «BONUS». Первые четыре буквы (неважно в какой последовательности собранные) дают по 100 очков, а буква «S» даёт 10 000 очков. Также на некоторых уровнях есть сундуки с золотом. Для их открытия нужно найти ключ. Сундуки приносят 1000, 2000 и 5000 очков.
Также есть три особых уровня:
- Обратная гравитация (Reverse Gravity). Попадая на этот уровень, игрок ходит под потолком, стараясь попасть вниз.
- Уровень с выключенным светом. Попадая на этот уровень, игрок начинает игру в полутьме. На уровне есть выключатель, включающий/отключающий свет, что значительно облегчает прохождение уровня. Хотя при некоторой сноровке, его можно пройти и при отключенном свете.
- Падающие камни (Falling Rocks). Попадая на этот уровень, игроку мешают не только монстры, но и падающие камни. Они падают по случайной траектории, но медленно, так что у игрока есть возможность уклониться от него. Камни падают тогда, когда игрок находится на нижних ярусах. Когда он оказывается на верхних, они перестают падать, но стоит только спуститься ниже — снова начинают.

## Разработка
Crystal Caves была вдохновлена игрой Miner 2049er. Имя главного героя, «Майло Стимвиц», было придумано Джорджем Бруссардом и должно было звучать как имя неудачника. Большая часть графики была создана Фрэнком Мэддином.
Разработка Crystal Caves началась еще тогда, когда Джордж Бруссард ещё выпускал игры под названием Micro F/X. Через несколько месяцев разработки (когда около 50–70% игры было завершено) Бруссард присоединился к Apogee, и Crystal Caves стал продуктом Apogee. Первоначально он должен был быть выпущен 5 сентября 1991 года, но был отложен на месяц.
24 октября 2005 года компания 3D Realms (ранее Apogee) выпустила обновление, исправляющее ошибку в игре, из-за которой часы компьютера игрока переводились назад на 100 лет после игры на Windows XP.